# 尼古拉耶沃市鎮

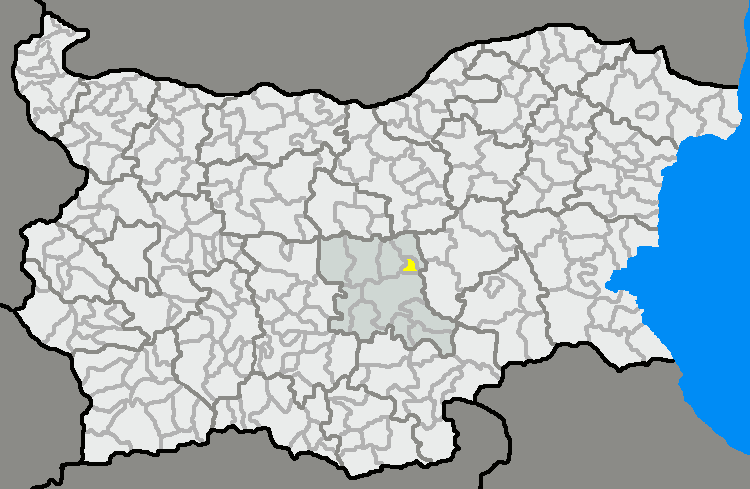

尼古拉耶沃市，是保加利亞的城鎮，位於該國中南部，由舊扎戈拉州負責管轄，首府設於尼古拉耶沃，面積96.52平方公里，2011年人口4,346，人口密度每平方公里45.03人。
42°37′59″N 25°48′00″E / 42.633°N 25.8°E